# Pyroclastische stroom

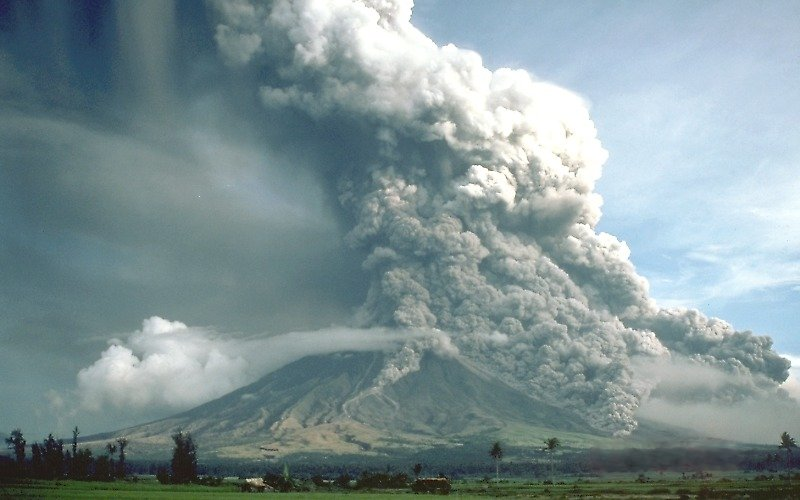
Gloedwolk tijdens een uitbarsting van de Mayon op de Filipijnen in 1984.

Een pyroclastische stroom of gloedwolk bestaat uit golven van vaste of half vloeibare lava, gas, rotsen en as. Een pyroclastische stroom heeft van een vulkaanuitbarsting een van de verwoestendste effecten. Ze kunnen temperaturen bereiken tot circa 850 °C en – afhankelijk van het volume, materiaal, de verhouding vaste stof/gas en de hellingsgraad - snelheden halen tot circa 725 km/u. Hun grootte kan variëren van enkele honderden kubieke meters tot enkele kubieke kilometers. De meeste golven zijn 10 km³ groot en kunnen enkele kilometers lang doorgaan.

## Ontstaan
Een pyroclastische stroom ontstaat nadat tijdens een vulkaanuitbarsting, meestal van de Plinische soort, de grote wolk van magma en as die boven de vulkaan uitrijst, in elkaar stort en naar beneden "drijft". Sommige van zulke stromen ontstaan ook doordat de flank van de vulkaan ontploft of wanneer de lava uit de krater spuit. De golf die dan van de flanken van de vulkaan afloopt, bestaat uit twee delen. Het eerste deel is het mengsel van lava, rotsen en as dat over de grond glijdt. Het tweede deel bestaat uit het gas en de rook die uit het eerste deel oprijzen. Dit geeft een pyroclastische stroom zijn karakteristieke aanblik.
Een andere naam voor de pyroclastische stroom of golf is de nuée ardente. Die naam kreeg het na de uitbarsting van de Mont Pelée op Martinique in 1902. Deze stroom had een rode gloed, vandaar de naam die betekent "brandende wolk".

## Voorbeelden
- Tijdens de uitbarsting van de Vesuvius in 79 na Chr. waren er vijf pyroclastische stromen die Herculaneum helemaal verwoestten. De eerste golf stopte net voor Pompeï, de volgende gingen er echter overheen. Deze gloedwolken gingen tot dertig kilometer ver, ze geraakten zelfs tot in Misenum.
- In 1815 barstte de Tambora uit op het Indonesische eiland Soembawa, waarbij direct 90% van de eilandbevolking omkwam door de pyroclastische stroom. Wereldwijd zouden ca. 120.000 mensen overlijden als gevolg van as en puin in de stratosfeer, waardoor de temperatuur in Noord-Amerika en Europa zakte. Hierdoor mislukten oogsten en ontstond hongersnood.
- In 1883 barstte de Krakatau uit en een combinatie van pyroclastische stromen en een tsunami had desastreuze gevolgen, 36.417 mensen kwamen om waarvan ongeveer 1000 mensen door de pyroclastische stroom die over de Soenda Straat heen raasde naar Ketimbang aan de zuidkust van Sumatra 40 kilometer ten noorden van de Krakatau.
- Op Martinique in 1902 doodde een pyroclastische golf van de Mont Pelée dertigduizend mensen in Saint-Pierre.
- De uitbarsting van de Mount St. Helens in 1980 kende veel pyroclastische stromen. Hierbij kwam onder andere vulcanoloog David Johnston om het leven.
- De berg Unzen in Japan had op 3 juni 1991 een uitbarsting en daarbij verloren 43 mensen het leven in een pyroclastische stroom, waaronder drie vulkanologen: het bekende vulkanologenechtpaar Maurice en Katia Krafft en Harry Glicken.
- In juni 1997 werden twintig mensen gedood door gloedwolken uit de Soufrière op het Caribische eiland Montserrat.
- In oktober/november 2010 werden ruim honderd mensen gedood door gloedwolken na diverse uitbarstingen van de Merapi op het Indonesische eiland Java.
- In juni 2018 verloren tientallen mensen het leven door pyroclastische stromen na een uitbarsting van de Volcan de Fuego in Guatemala